# George Younger (1er vicomte Younger de Leckie)
George Younger, 1er vicomte Younger de Leckie (13 octobre 1851 - 29 avril 1929) est un homme politique britannique.

## Biographie
George Younger est né le 13 octobre 1851. Il fait ses études à l'Académie d'Édimbourg.
Il quitte l'université à l'âge de 17 ans à la mort de son père pour diriger la brasserie familiale de George Younger and Son, l'entreprise fondée par son arrière-grand-père, George Younger (baptisé le 17 février 1722), d'Alloa, Clackmannanshire. Il devient président en 1897.
Il est lieutenant adjoint du Clackmannanshire en novembre 1901 et député du Parti unioniste pour Ayr Burghs de 1906 à 1922. Il est également président de l'organisation du parti unioniste de 1916 à 1923 et trésorier du parti unioniste en 1923. Il est créé baronnet le 12 juillet 1911, puis vicomte Younger de Leckie le 20 février 1923.
Il est décédé le 29 avril 1929. L'un de ses arrière-petits-fils est l'homme politique conservateur George Younger (4e vicomte Younger de Leckie) (1931-2003), qui occupe le poste de Secrétaire d'État pour l'Écosse de 1979 à 1986 et de secrétaire d'État à la Défense de 1986 à 1989.